# Salticus
Genre
Synonymes
- Attus Walckenaer, 1805

Salticus est un genre d'araignées aranéomorphes de la famille des Salticidae.
Elles sont appelées Saltiques zébrées.

## Distribution
Les espèces de ce genre se rencontrent sur tous les continents sauf aux pôles.

## Description

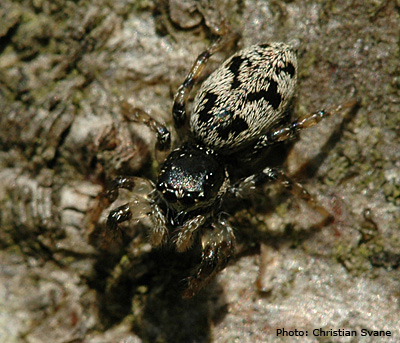
Salticus cingulatus

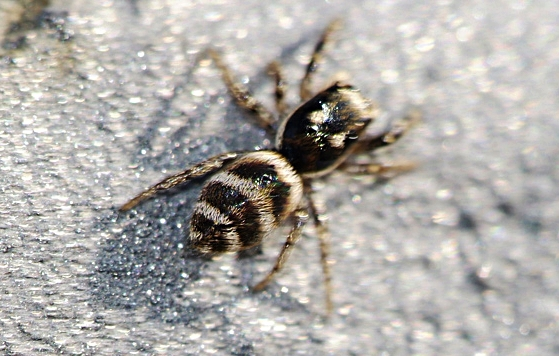
Salticus propinquus

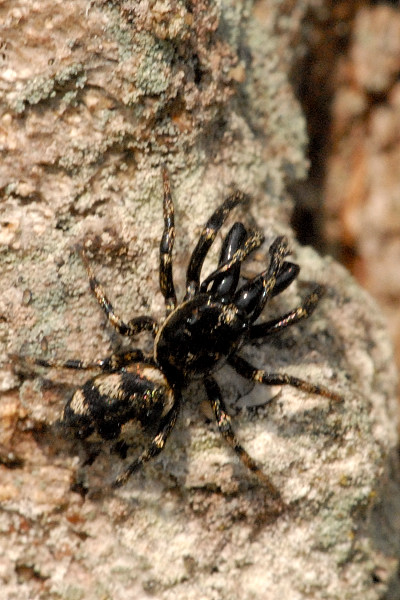
Salticus zebraneus

Les espèces de Salticus ont une longueur du corps qui varie de 3,5 à 7 mm pour les femelles et jusqu'à 5 mm pour les mâles. 
L'espèce la plus commune en France est la Saltique chevronnée (Salticus scenicus), dont la longueur du corps est de 6 à 7 mm, dont l'abdomen est rayé de noir et de blanc.

## Reproduction
Le mâle séduit la femelle par une danse.

## Liste des espèces
Selon World Spider Catalog (version 22.0, 14/05/2021) :
- Salticus afghanicus Logunov & Zamanpoore, 2005
- Salticus aiderensis Logunov & Rakov, 1998
- Salticus alegranzaensis Wunderlich, 1995
- Salticus annulatus (Giebel, 1870)
- Salticus austinensis Gertsch, 1936
- Salticus beneficus (O. Pickard-Cambridge, 1885)
- Salticus bonaerensis Holmberg, 1876
- Salticus brasiliensis Lucas, 1833
- Salticus canariensis Wunderlich, 1987
- Salticus cingulatus (Panzer, 1797)
- Salticus confusus Lucas, 1846
- Salticus conjonctus (Simon, 1868)
- Salticus coronatus (Camboué, 1887)
- Salticus devotus (O. Pickard-Cambridge, 1885)
- Salticus dzhungaricus Logunov, 1992
- Salticus falcarius (Hentz, 1846)
- Salticus flavicruris (Rainbow, 1897)
- Salticus gomerensis Wunderlich, 1987
- Salticus insperatus Logunov, 2009
- Salticus iteacus Metzner, 1999
- Salticus jugularis Simon, 1900
- Salticus karakumensis Logunov & Ponomarev, 2020
- Salticus kraali (Thorell, 1878)
- Salticus latidentatus Roewer, 1951
- Salticus lucasi Zamani, Hosseini & Moradmand, 2020
- Salticus major (Simon, 1868)
- Salticus meticulosus Lucas, 1846
- Salticus modicus (Simon, 1875)
- Salticus mutabilis Lucas, 1846
- Salticus noordami Metzner, 1999
- Salticus palpalis (Banks, 1904)
- Salticus paludivagus Lucas, 1846
- Salticus peckhamae (Cockerell, 1897)
- Salticus perogaster (Thorell, 1881)
- Salticus propinquus Lucas, 1846
- Salticus proszynskii Logunov, 1992
- Salticus ravus (Bösenberg, 1895)
- Salticus ressli Logunov, 2015
- Salticus scenicus (Clerck, 1757)
- Salticus scitulus (Simon, 1868)
- Salticus tricinctus (C. L. Koch, 1846)
- Salticus turkmenicus Logunov & Rakov, 1998
- Salticus unciger (Simon, 1868)
- Salticus unicolor (Simon, 1868)
- Salticus zebraneus (C. L. Koch, 1837)

## Publication originale
- Latreille, 1804 : « Tableau méthodique des Insectes. » Nouveau Dictionnaire d'Histoire Naturelle, Paris, vol. 24, p. 129-295.